# Embrace (álbum de Armin van Buuren)
Embrace es el sexto álbum de estudio del DJ y productor neerlandés Armin van Buuren, lanzado el 29 de octubre de 2015 a través del sello discográfico Armada Music. Este álbum contó con las colaboraciones, entre otros, de Cosmic Gate, Rock Mafia, Gavin DeGraw, Hardwell y Mr. Probz.

## Composición
En su página oficial y en su programa de radio "A State of Trance", Armin Van Buuren dijo: "Después de 76, Shivers, Imagine, Mirage e Intense, opté por otro título de álbum que consistía en una sola palabra: ¡"Embrace"!. La idea de "Embrace" era mezclar diferentes instrumentos y sonidos, e incorporarlos dentro de mi sonido. Espero que mis fanes acepten "Embrace" como un nuevo episodio de mi vida."

## Lista de canciones
El 1 de octubre, fue anunciada la lista de canciones de Embrace en el episodio 733 de su programa de radio A State of Trance.

| N.º | Título                                      | Escritor(es)                                                                        | Duración |  |
| 1.  | «Embrace» (con Eric Vloeimans)              | Armin van Buuren Benno de Goeij Eric Vloeimans                                      | 7:36     |  |
| 2.  | «Another You» (con Mr. Probz)               | van Buuren Benno de Goeij Dennis Princewell Stehr Niels Geusebroek                  | 3:10     |  |
| 3.  | «Strong Ones» (con Cimo Fränkel)            | van Buuren Benno de Goeij Sebastian Thott Andreas Moe Cimo Fränkel                  | 3:08     |  |
| 4.  | «Make It Right» (con Angel Taylor)          | van Buuren Benno de Goeij Angel Mae Taylor                                          | 5:41     |  |
| 5.  | «Face of Summer» (con Sarah Decourcy)       | van Buuren Benno de Goeij Sarah Decourcy                                            | 6:38     |  |
| 6.  | «Heading Up High» (con Kensington)          | van Buuren Benno de Goeij Casper Starreveld Eloi Youssef Niles Vandenberg Jan Haker | 3:52     |  |
| 7.  | «Gotta Be Love» (con Lyrica Anderson)       | van Buuren Benno de Goeij Lyrica Anderson                                           | 6:41     |  |
| 8.  | «Hands to Heaven» (con Rock Mafia)          | van Buuren Benno de Goeij Tim James Antonina Armato                                 | 6:02     |  |
| 9.  | «Caught in the Slipstream» (con BullySongs) | van Buuren Benno de Goeij Andrew Bullimore                                          | 5:07     |  |
| 10. | «Embargo» (con Cosmic Gate)                 | van Buuren Benno de Goeij Claus Terhoeven Stefan Bossems                            | 5:19     |  |
| 11. | «Freefall» (con BullySongs)                 | van Buuren Benno de Goeij Andrew Bullimore                                          | 3:19     |  |
| 12. | «Indestructible» (con DBX)                  | van Buuren Benno de Goeij Daniel Bell                                               | 3:16     |  |
| 13. | «Old Skool»                                 | van Buuren Benno de Goeij                                                           | 3:56     |  |
| 14. | «Off the Hook» (con Hardwell)               | van Buuren Benno de Goeij Robbert van de Corput                                     | 5:44     |  |
| 15. | «Looking for Your Name» (con Gavin DeGraw)  | van Buuren Benno de Goeij Gavin Shane DeGraw                                        | 4:53     |  |

## Armin Only Embrace
Después de publicar el álbum, Armin anuncia el principio de una gran gira mundial con motivo del propio álbum que comenzaría el año siguiente y acabaría en 2017: Armin Only Embrace. En total tuvieron lugar 23 shows internacionales.